# 葛文王
葛文王是新羅王族的一個稱號。根據《三國史記》的說法，葛文王是對未能登上王位的王父或王舅的尊稱。發生的經緯和機能不詳。《三國史記·新羅本紀》中最早被封為葛文王的記錄是第七代逸聖尼師今於148年尊王妃之父朴阿道為日知葛文王。
第22代智證麻立干在位期間，將王的稱號「麻立干」改為「王」。不過，在1989年發現的浦項冷水里新羅碑的碑文中，智證王在503年9月的時候並未稱王，而是稱「葛文王」，他的父親也叫“習寶葛文王”。另外在1988年發現的蔚珍鳳坪里新羅碑碑文中，第23代法興王在524年時以「寐錦王」之名號登場，同時也能看見「葛文王」之名號。武田幸男認為在6世紀初期的新羅沒有絕對的王，並非一元的王權支配體制，而是寐錦王與葛文王並存，葛文王是寐錦王的補佐關係。